# Western Athletic Conference
La Western Athletic Conference (WAC) è una conference della divisione I della NCAA. Il WAC copre un'ampia distesa degli Stati Uniti occidentali con membri situati in Arizona, California, New Mexico, Utah e Washington insieme allo stato del Midwest dell'Illinois e allo stato sud-occidentale del Texas.
Nel luglio 2026 la Western Athletic Conference cambierà nome in United Athletic Conference. Attualmente, la UAC è un'alleanza tra l'Atlantic Sun Conference e la Western Athletic Conference che opera solo nel football americano.

## Membri attuali
- Abilene Christian Wildcats – Trasferimento dell'iscrizione alla United Athletic Conference nel 2026.
- California Baptist Lancers – Partendo nel 2026 per partecipare alla Big West Conference.
- Southern Utah Thunderbirds – Partendo nel 2026 per partecipare alla Big Sky Conference.
- Tarleton State Texans – Trasferimento dell'iscrizione alla United Athletic Conference nel 2026.
- UT Arlington Mavericks – Trasferimento dell'iscrizione alla United Athletic Conference nel 2026.
- Utah Tech Trailblazers – Partendo nel 2026 per partecipare alla Big Sky Conference.
- Utah Valley Wolverines – Partendo nel 2026 per partecipare alla Big West Conference.